# Sojuz 32
Sojuz 32  byla kosmická loď SSSR z roku 1979, která dopravila na sovětskou orbitální stanici Saljut 6 třetí základní posádku. Podle katalogu COSPAR dostala označení 1979-018A a byl to 67. registrovaný let kosmické lodě s lidmi na palubě ze Země. Jejím volacím znakem byl PROTON.

## Posádka
Dvoučlennou posádku tvořili tito kosmonauti, oba Rusové:
- Vladimír Ljachov, velitel lodě, 37 roků, první let
- Valerij Rjumin, palubní inženýr, 39 roků, druhý let

## Průběh letu

### Start
Loď odstartovala 25. února 1979 v poledne z kosmodromu Bajkonur s pomocí rakety Sojuz U. Start se vydařil, loď se dostala na orbitu 193 – 250 km, bez problémů fungoval i zapnutý systém automatického přibližování. K pevnému připojení na přední spojovací uzel stanice došlo 26. února 1979 a tentýž den oba kosmonauti přešli do Saljutu, který byl na oběžné dráze 1,5 roku.

### Práce na stanici
V době jejich příletu byla stanice tři měsíce prázdná. Oba kosmonauti ji postupně uvedli do pracovního režimu a zároveň vypnuli část provozních systémů své lodě, se kterou přiletěli. Zahájili obvyklý pracovní den od 6 do 21 hodin na připravených experimentech. Využili svou loď 1. března k navedení celého komplexu na vyšší oběžnou dráhu, protože vlivem přitažlivosti klesal. Zároveň byla upravena dráha na 308 – 338 km s periodou 91 minut.

### Návštěvy
Během svého pobytu stálá posádka přijala tři nákladní, tj.zásobovací lodě typu Progress a další Sojuz 34, tentokrát bezpilotní..
Progress 5 se připojil 12. března 1979, po vyložení zásob se 3. dubna odpojil a zanikl v atmosféře
Sojuz 33 se pokusil připojit na Saljut 11. dubna, jeho mezinárodní posádka ve složení Nikolaj Rukavišnikov (Rus) a Georgi Ivanov (Bulhar) se po marných pokusech obnovit funkci korekčního motoru vrátila na Zem.
Progress 6 se připojil 15. května 1979, byly z něj vyloženy dopravené zásoby, jeho motor byl třikrát využit ke zvýšení dráhy komplexu na 358 – 371 km. Dne 8. června se od stanice odpojil, aby zanikl v atmosféře.
Sojuz 34 bylo označení bezpilotní dopravní lodi, která se ke stanici připojila ihned po odletu Progressu 6, tedy 8. června a u stanice zůstala připojená, aby později základní posádku dopravila domů.

### Sojuz 32 přistál
Původní loď Sojuz 32 překročila projektovanou dobu možného setrvání ve vesmíru (90 dní). Proto se odpojila 13. června 1979 a měkce přistála bez posádky na území Kazachstánu. V jejích útrobách byly na Zem k vědeckému zkoumání odvezeny různé materiály z experimentů kosmonautů.

## Zbytek programu
Základní posádka i po odletu své lodi plnila nadále svůj program. V polovině června loď Sojuz 34 přeparkovali na přední spojovací uzel a pak pokračovali ve své rutinní práci.
Progress 7 byla další nákladní loď, která se připojila 30. června 1979. Po vyložení nákladu byla využita k opětnému navýšení oběžné dráhy na 399 – 411 km s periodou 92 minut. Dne 18. července se Progress odpojil a zanikl později dálkově řízeným letem v atmosféře.
Oba kosmonauti, kteří již 15. července překonali světový rekord v pobytu ve vesmíru, o měsíc později nastoupili do dopravní lodě Sojuz 34 a 19. srpna 1979 bez problémů přistáli na území Kazachstánu.
Stanice Saljut 6 zůstala na oběžné dráze, kam se k ní později připojilo několik dalších lodí.

## Konstrukce Sojuzu 32
Udaná startovací hmotnost byla 6800 kg vč.200 kg paliva pro manévrování a brzdění. Loď se obdobně jako ostatní lodě Sojuz skládala ze tří částí, kulovité orbitální sekce, návratové kabiny a sekce přístrojové. Měla namontováno spojovací zařízení a padákový systém..